# Bajo de la Alumbrera
Koordinaten: 27° 19′ 29,3″ S, 66° 35′ 30,9″ W
Bajo de la Alumbrera ist ein bedeutendes Bergwerk in der argentinischen Provinz Catamarca. Es liegt in der Umgebung des Ortes Los Nacimientos de Arriba im Norden der Provinz in der Präkordillere der Anden. Extrahiert wird vor allem Kupfer, aber auch Gold.
Das Bergwerk ist in der argentinischen öffentlichen Meinung außergewöhnlich umstritten. So wird der Betreibergesellschaft vor allem vorgeworfen, die Umwelt der Umgebung in nicht zu verantwortender Weise zu verschmutzen und durch übermäßigen Wasserverbrauch die Bedingungen der Landwirtschaft in den unterhalb der Mine gelegenen Tälern stark zu erschweren.

## Betreiber
Betrieben wird das Bergwerk von einem Konsortium aus der staatlichen argentinischen Gesellschaft Yacimientos Mineros de Agua de Dionisio, die von der argentinischen Bundesregierung, der Regierung der Provinz Catamarca sowie der Universidad Nacional de Tucumán kontrolliert wird, und Minera Alumbrera Limited, deren Hauptaktionär die Schweizer Bergbaugesellschaft Xstrata ist.

## Daten
Laut der Betreiber lag die Investition, die in die Eröffnung des Bergwerks gesteckt wurden, bei 1,2 Milliarden US-Dollar. Das Bergwerk wurde 1997 eingeweiht.
Die Extraktion des Rohmaterials beläuft sich auf 120 Mio. Tonnen im Jahr. Aus diesem werden durch Filterungsprozesse 650.000 Tonnen Konzentrat gewonnen, das 180.000 t Kupfer und 600.000 Unzen Gold enthält. Das Konzentrat wird über eine Pipeline nach San Miguel de Tucumán geleitet, wo es weiterverarbeitet wird. Ein großer Teil der Erzeugnisse gehen in den Export über den Hafen von Rosario.

## Kontroverse
Im Jahr 2004 verklagte eine Gruppe von Bauern, die 2 Kilometer entfernt vom Bergwerk flussabwärts am Río Vis-Vis siedelten, Minera Alumbrera wegen Umweltverschmutzung. Sie sahen sich durch die Kontamination des Flusses gezwungen, die Region zu verlassen, und forderten daher die Zahlung von Entschädigungen. Die Betreiber hätten ohne adäquate Filterung die Abwässer des Bergwerks in den Fluss eingeleitet, wodurch toxische Stoffe wie Schwefel weit erhöhte Werte aufwiesen. Für größeres Medienecho sorgte der Fall Ende desselben Jahres, als in einem Fernsehprogramm namens Zona de Investigación die Umweltverschmutzungsvorwürfe dargestellt wurden und zugleich die Meinung vertreten wurde, die Betreibergesellschaft entziehe sich durch Bestechung an die Provinzregierung der Umweltauflagen des argentinischen Staates. 2005 konnte eine von der Nationalen Kommission für Atomenergie unterstützte Forschergruppe die Vorwürfe der erhöhten Werte in toxischen Substanzen belegen.
2006 kam es zu einer weiteren Kontroverse, als die Pipeline, auf der das Konzentrat abtransportiert wird, mehrere Male Defekte aufwies und dadurch ebenfalls toxische Substanzen in die umliegenden Flüsse gerieten. Im März 2007 bestätigte das argentinische Umweltsekretariat die Vorwürfe. Anfang Oktober 2007 lenkte die Betreibergesellschaft ein und traf Maßnahmen zur Verhinderung der Umweltverschmutzung durch solche Defekte.